# Batalla de Degsastan
La Batalla de Degsastan se libró alrededor de 603 entre el rey Etelfrido de Bernicia y los gaélicos de Áedán mac Gabráin, rey de Dál Riada. El ejército de Etelfrido, menos numeroso, obtuvo una victoria decisiva, aunque su hermano Theodbald murió en la batalla. La ubicación de Dagsastan es desconocida; Dawstane en Liddesdale, Escocia, es una posibilidad.
Según cuenta Beda en su Historia ecclesiastica gentis Anglorum (Libro I, capítulo 34), Etelfrido había obtenido muchas victorias contra los britanos y su poder y territorio aumentaban, lo que preocupó a Áedán, que dirigió "un inmenso y poderoso ejército" contra Etelfrido. Pese a que las tropas de Etelfrido eran numéricamente inferiores, Beda informa que casi todo el ejército de Áedán fue aniquilado y el propio Áedán tuvo que huir. Después de esta derrota, según Beda, los reyes irlandeses no volverían a guerrear contra los ingleses en Gran Bretaña.
El ejército de Áedán incluía a Hering, hijo del anterior rey de Bernicia, Hussa; su participación se menciona en la Crónica anglosajona (manuscrito E, año 603), y puede indicar rivalidad dinástica entre los bernicianos. En el ejército de Áedán también figuraban el príncipe irlandés Máel Umai mac Báetáin, de los Cenél nEógain, del que se dice que mató a Eanfrith, hermano de Etelfrido.
Áedán sobrevivió como rey de Dál Riata hasta 608, cuando fue sucedido por su hijo Eochaid Buide. Etelfrido murió en combate en 616.